# 升田憲元

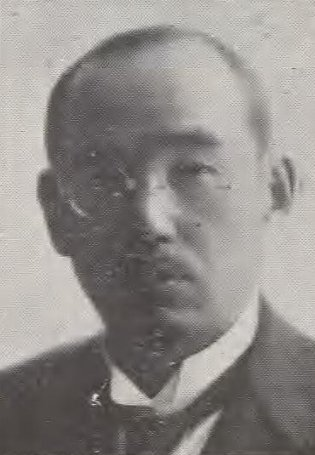
升田憲元

升田 憲元（ますだ のりもと、1875年（明治8年）8月15日 - 1949年（昭和24年）5月10日）は、日本の政治家、官僚、弁護士、陸軍軍人。衆議院議員（立憲民政党）。最終階級は陸軍大尉。

## 経歴
島根県飯石郡赤名村（現・飯石郡飯南町）に難波常八郎の子として生まれ、伯母升田きしの養子となった。1900年（明治33年）11月21日、陸軍士官学校（12期）を卒業し、1901年（明治34年）6月25日、歩兵少尉に任官。日露戦争への従軍を経て、陸軍大尉に累進した。1912年（明治45年）、京都帝国大学法科大学政治科を卒業し、1913年（大正2年）には法律科を卒業した。高等文官試験に合格し、陸軍省参事官、岐阜県不破郡長、同本巣郡長、国勢院事務官、同書記官、大蔵事務官、国勢院総裁秘書官を歴任し、1922年（大正11年）に退官して弁護士を開業した。その後、芝区会議員に選出された。
1936年（昭和11年）、第19回衆議院議員総選挙に出馬し当選を果たした。
その他、カーネギー国際平和財団日本経済調査員、帝国在郷軍人会本部法律顧問、陸軍軍法会議指定弁護士を務めた。

## 栄典
- 1901年（明治34年）10月10日 - 正八位[4]

## 著書
- 『兵役税論 兵役の神髄』（1913年、東京堂書店）

## 親族
- 細田吉蔵 - 六女の夫。衆議院議員、運輸大臣、防衛庁長官。
- 細田博之 - 孫（吉蔵の長男）。衆議院議員、内閣官房長官、衆議院議長。